# Panama (Van Halen)
"Panama" är en låt av det amerikanska hårdrocksbandet Van Halen. Den utgavs som singel i juni 1984 och återfinns som tredje låt på albumet 1984. Musikvideon, som regisserades av Pete Angelus, visar bandet på en scen. David Lee Roth gör sina höga bensparkar och samtliga medlemmar flyger omkring med hjälp av vajrar.

## Medverkande
- David Lee Roth – sång
- Eddie Van Halen – gitarr, bakgrundssång
- Alex Van Halen – trummor
- Michael Anthony – basgitarr, bakgrundssång